# Matrice di Hilbert
In matematica, una matrice di Hilbert è una matrice quadrata con componenti {\displaystyle h_{ij}=(i+j-1)^{-1}}, ovvero della forma
{\displaystyle H={\begin{pmatrix}1&{\frac {1}{2}}&{\frac {1}{3}}&\cdots \\[1ex]{\frac {1}{2}}&{\frac {1}{3}}&{\frac {1}{4}}&\\[1ex]{\frac {1}{3}}&{\frac {1}{4}}&{\frac {1}{5}}&\\\vdots &&&\ddots \end{pmatrix}}}
Ogni matrice di Hilbert è una matrice di Hankel, ovvero hij dipende solo da i+j; inoltre le componenti della sua matrice inversa sono numeri interi.
Le matrici di Hilbert sono mal condizionate, ovvero il vettore H-1v varia notevolmente per piccole variazioni della matrice H o del vettore v.